# Présage d'Hindenburg
Le présage d'Hindenburg (en anglais, The Hindenburg Omen) est, en matière financière, une analyse technique qui tente de prédire un futur krach boursier. Son nom fait référence à la catastrophe du Hindenburg, durant laquelle un zeppelin allemand prit feu et s'écrasa en mai 1937. Le présage d'Hindenburg est l'alignement de plusieurs facteurs techniques qui mesurent la condition sous-jacente des marchés financiers — plus particulièrement le New York Stock Exchange — telle que la probabilité qu'un krach boursier se produise soit plus élevée que la normale, et que la probabilité d'une baisse sévère des valeurs boursières soit élevée. La logique derrière cet indicateur repose sur le fait que, dans des conditions dites normales, soit un nombre substantiel de valeurs atteignent leur cote la plus élevée sur l'année, soit un large nombre de valeurs atteint leur cote la plus faible sur cette même période, mais pas les deux à la fois.
Cependant, cet indicateur traque principalement les risques de perte en cas de hausse ou de baisse. Un marché sain se base également sur un certain niveau d'uniformité interne, indépendamment du caractère ascendant ou descendant de cette uniformité.